# بوریس ماتیس
بوریس ماتیس (انگلیسی: Boris Mathis؛ زادهٔ ۱۵ اوت ۱۹۹۷) بازیکن فوتبال اهل فرانسه است.
از باشگاه‌هایی که در آن بازی کرده‌است می‌توان به باشگاه فوتبال المپیک لیون و باشگاه فوتبال اورتون اشاره کرد.